# 小槻氏
小槻氏（おつきうじ/おづきうじ）は、「小槻」を氏の名とする氏族。
第11代垂仁天皇の皇子を祖とする皇別氏族で、平安時代から小槻宿禰姓を称した。

## 概要
平安時代から明治維新まで朝廷に仕えた下級公家の一族である。太政官弁官局における事務官人の家柄として左大史を代々務め、そのほかに算博士・主殿頭といった官職を世襲した。
一族の代表者である氏長者（小槻氏の場合「官長者」とも）は弁官局の下級官人を取り仕切り「官務」と呼ばれた。そのため小槻氏は「官務家」とも呼ばれる。同様に少納言局を取り仕切り「局務」と呼ばれた清原氏・中原氏（のち中原氏のみ）と合わせて「両局」と呼ばれた。両局は地下家の筆頭格として地下官人全般を統率した。
官務を継承する嫡流は鎌倉時代に壬生家と大宮家に分かれた。戦国時代に大宮家が断絶した後は壬生家が明治維新まで官務を継承した。近世以後「両局」は壬生家・押小路家（中原氏嫡流）・平田家（中原氏庶流）の3家から成る「三催」の体制に変わって地下官人を統率した。明治維新後壬生家は男爵となり華族に列した。
この嫡流のほか、戦国時代の下野国武家・壬生氏が小槻氏後裔を称した。

## 出自
小槻氏の出自は11代垂仁天皇皇子とされるが、皇子の中で落別王と息速別命の2説がある。
落別王説
垂仁天皇と妃苅幡戸辺との間の皇子。落別王（おちわけのみこと）のほか、祖別命（おおじわけの-）・於知別命・意知別命とも記される。
『古事記』では落別王は小月之山公（小槻山君）の祖と記されており、系図上はこの小槻山君が小槻氏につながる。また『新撰姓氏録』では「於知別命之後也」と記されている。
息速別命説
垂仁天皇と妃薊瓊入媛との間の皇子。息速別命（いきはやわけのみこと）のほか、伊許婆夜和気命（いこばやわけ-）・池速別命（いけはやわけ-）とも記される。
『日本三代実録』に「息速別命之後也」とあるほか、維新後小槻氏嫡流の壬生家が提出した『壬生家譜』においても、同様に息速別命の子孫としている。しかしながら息速別命の子孫とすると系図がつながらず、信憑性が薄い。栗田寛は、息速別命と記してあるのは後世の文献であることから転写の際の誤写であろうとしている。のちに阿保朝臣姓を得るため、阿保氏の祖である息速別命を利用して仮冒したのではという説もある。
また、『地下家伝』では天武天皇から舎人親王、三原王と続き、三原王の子が長谷、長谷の子が今雄であるとしている。

## 歴史

### 平安時代
落別王子孫の小槻山君は古代、近江国栗太郡（現 滋賀県草津市・栗東市一帯）を拠点とした豪族であった。貞観15年（873年）、後裔の小槻山今雄と有緒らが京に居を移す。この際今雄は左少史兼算博士、有緒は主計寮算師の官職を得ている。このことから、小槻山君は算道を習得することにより太政官の史の官職を得、中央への進出を果たしたものと考えられている。当時算道は9世紀初頭から衰退が進んで大学寮4道のうち最下位に位置し、地方教育機関・国学に入るべき地方豪族にも道が開かれていた。また、史は太政官事務部門の少納言局・左右弁官局のうち弁官局に属する職で、任じられる家は地下家であったが、太政官文書管理・諸国庶務を務めることで朝廷に仕えた。今雄は仁寿元年（851年）近江国滋賀郡（滋賀県大津市）雄琴の地を拝領し、その後の一族の礎を築いたことによりこの地で小槻氏祖・今雄宿禰として雄琴神社に祀られ、法光寺に墓が伝わっている。
今雄の子・阿保経覧も算博士を務め、別子・当平と糸平の代では「小槻宿禰」とさらに改姓し、両人も算博士を務めた。その後宿禰（宿祢）の姓を称し続けたため、小槻氏は「禰家（祢家）」とも号された。姓を朝臣から格下の宿禰に落とした理由は定かでなく、当平と糸平が今雄の実子ではなかったのではないかとする説もある。その後算道は小槻氏と三善氏による家学となり、算博士を2氏で世襲して算道出身者の主要官職（民部省主計寮・主税寮、宮内省木工寮、修理職等）を11世紀以降独占していく。また史の職に関しても、今雄の後も相次いで任じられていった。
長徳元年（995年）左大史（史の最上首）小槻奉親が従五位下に叙され、小槻氏で初めての「大夫史」となった。大夫史とは五位の左大史のことで、五位以上の官吏の称である「大夫」を取った名称である。正六位上が相当位階の左大史が五位となるのは画期的なことであったが、昇殿を許されることはなかった。奉親は学識高く当時有数の貴族・藤原行成とも親交があり、史の地位を向上させた。大夫史は奉親の孫・小槻孝信の代から世襲・独占し、その子・祐俊の代には安定の域に達し、祐俊は30年もの間左大史を務め従四位上の位にまで昇っている。なお、四位に叙せられる者まで出た結果、画期性が薄れこの「大夫史」の称は廃れていくこととなる。平安後期に入ると朝廷儀式において先例が大事とされ、文書を扱う関係で史の存在感が増した。中でも史を歴任する小槻氏は有職故実に明るいことから朝廷内での信任が厚く、平安末には小槻氏の一族・門徒が史の職を占めるようになる。左右弁官局では左右に分ける意味が薄れて2局は官局として統合され、左大史は官局を統率する「官務」と称されるようになる。官務になった小槻氏の氏長者は「官長者」とも記される。なお、同様に少納言局では外記局が形成され、清原氏・中原氏（のち中原氏のみ）の中から「局務」が現れた。官務と局務は合わせて「両局」と称せられ、地下家の筆頭として太政官の下級官吏を統率していき、鎌倉時代に入ると小槻氏は「官中執権」と称せられるまでになる。

### 鎌倉時代
その後も官務は小槻氏内で継承され、平安時代末政重の子の師経・永業・隆職らは3名とも官務を務め、永業流は算博士を、隆職流は官務を相続することとされた。しかしながら、文治元年（1185年）官務・隆職が後白河院と源義経による源頼朝追討の宣旨に関わったとして頼朝に解官され、官務は永業の子の広房が継いだ。でありながら建久2年（1191年）に後白河院の指示で隆職が復職、広房は官務の地位を失う。その後隆職が危篤に陥ると広房は隆職の子・国宗と後継を争ったが敗れ、官務には国宗が就いた。国宗が死去した後次の官務に広房の孫の季継が就くと、季継は朝廷の権力者九条道家と深い関わりを持って21年間に渡って在職し、隆職流に押されがちであった広房流の地位を向上した。それ以後小槻氏は隆職流と広房流とに分かれ、算博士は広房流が相続するものの官務は両流が対等の立場から争い合うこととなる。

### 室町時代
南北朝時代においても、小槻氏は雑訴決断所に登用されるなどと官人家としての職務を担い、この頃には両流は邸宅の場所にちなみ、隆職流は壬生家、広房流は大宮家と称していた。この時期公家全体が経済的に苦境を迎え、小槻氏もまた例外でなく官務職と小槻氏伝来の雄琴荘・苗鹿荘の所有を巡って競争は一層激しくなった。両家はそれぞれ権力を持った公家や武家に取り入り、壬生家（晨照、晴富、雅久）・大宮家（長興、時元）の争いは訴訟の頻発するほどのものとなる。この間大宮長興は治部卿を務め、地下家でありながら小槻氏で初めて八省卿に任じられている。
応仁元年（1467年）から応仁の乱が始まると、争いに巻き込まれ大宮家の官文庫が焼失、大宮家は史の職に支障をきたして壬生家が優勢となる。そして大永7年（1527年）壬生于恒と大宮伊治の間で和睦状によって雄琴荘・苗鹿荘は壬生家の所有となり、領地を有していなかった大宮家は経済的に逼迫し、他の公家同様地方の大名を頼って下向せざるを得なくなる。伊治の頼った西国有力大名・大内氏の先では、伊治の娘・おさいが当主大内義隆の嫡男・義尊を産むなどと寵愛を受けていたが、天文21年（1551年）陶晴賢の義隆に対する挙兵（大寧寺の変）により伊治は大内義隆・義尊ともども討死した。伊治の子は早世したようで、新たに迎えた猶子も出仕しなかったらしく、元亀3年（1573年）壬生朝芳に大宮家継承を命じる女房奉書が下されて大宮家は断絶することとなり、以後は壬生家が単独で官務を継承した。
この時期に庶流として、大宮通音の子・通昭が虫鹿家として大宮家から分かれている。

### 江戸時代
中世に官務の壬生家と局務の押小路家（中原氏嫡流）は「両局」と称せられて地下官人を統括する体制を整えていたが、近世になるとこれに出納の平田家（中原氏庶流）が加わり、それぞれ「官方」・「外記方」・「出納方」という3家体制となる。そのきっかけは江戸開幕後朝廷儀式が再興され始め、それに伴い壬生家・押小路家の両局が地下官人を続々と登用し始めたことによる。これは両局が多くの職務を担当し、それに付属する所領によって経済的に余裕があったためである。朝廷を手中に収めたい幕府側にとってこの独自の活動は意向に反し、牽制のために平田家を両局と同じ地位にまで上げ抑制しようとした。これに壬生家は反発し争論となるが、当主壬生孝亮の失脚により認めざるを得ず、家格では平田家は両局から一歩引くという形で収束する。これら3家は近世地下官人の3階層（催官人・並官人・下官人）のうち催官人を組織し「三催」と呼ばれ、俗に「地下官人之棟梁」と称せられて明治維新まで朝廷に仕えた。
地下官人の登用の一環として、虫鹿亮昭・村田亮春が壬生孝亮の猶子となった。これにより、虫鹿家と村田家は史の家柄として壬生家の統率を受けた。中でも村田家は右大史を継承する家柄となる。

### 明治以降
壬生家は地下家ではあるものの筆頭格であったことから、堂上家に準じて押小路家とともに華族に列し、1870年当主壬生輔世が終身華族に、次いで1876年永代華族となった。そして1884年には、子壬生桄夫が男爵に叙せられた。なお、平田家やその他の史一族は士族とされた。

## 系譜
鎌倉以前
鎌倉以後（壬生家・大宮家分裂後）

### 系譜参考
- 『壬生家譜』（東大史料編纂所蔵）
- 『公家事典』 小槻氏項
- 『宮廷公家系図集覧』 小槻（壬生・大宮・虫鹿）項
- 日本の苗字7000傑 姓氏類別大観 阿保氏／小槻氏
- 公卿類別譜「小槻」 - ウェイバックマシン（2008年2月25日アーカイブ分）

### 氏族
- 壬生氏

戦国時代の下野国武家。壬生晴富弟の胤業を祖とするとし、本姓に小槻氏を称している。胤業は毛野氏族の壬生氏（壬生公）の後裔で小槻氏を仮冒したとする説があり確証はない。栃木県下都賀郡壬生町には現在、壬生氏が大津市の雄琴神社から勧請を受けたとされる同名の雄琴神社が残り、同じく氏祖として今雄宿禰を祀っている。
- 青地氏

戦国時代までの間、近江国栗太郡を拠点とした武家。小槻山君（小槻氏前身）が平安時代中期に居を移したのちから文献に散見され、小槻山君氏神の小槻大社・小槻神社に対する寄進を重ねている。このことから、青地氏は改名した小槻氏一族もしくは小槻氏の在地領主と考えられている。ただし鎌倉時代に馬淵氏（佐々木氏一族）から基綱が養子に入って以降、源氏を本姓としている。

### 機関
元来は朝廷の機関だが、官中の庶務を掌握するという性質上、小槻氏の相伝となる（官司請負制も参照）。
- 官文庫

史は公文書の作成・有職故実の調査を行うため、太政官文殿の管理も行った。官務家となった小槻氏は、その職の便宜上私的に文庫を有していたが、時代が移ると小槻氏の文庫にも重要書類が保管されるようになり重きが移っていく。そして嘉禄2年（1226年）の大火で文殿が消失すると、小槻氏の文庫が官文庫（官務文庫）と呼ばれ公的な機能をもつようになる。この官文庫は朝廷・幕府から尊重され庇護を受けて幕末まで維持され、同時に小槻氏の地位も確保され続けた。維新後宮内省に献上され、現在も宮内庁書陵部に『壬生家文書』として保管、『図書寮叢刊壬生家文書』として刊行されている。
- 主殿寮

宮内省に所属し、行幸の際の湯殿や乗物の準備、宮中の灯火・薪炭の調達、内裏の庭の掃除といった雑務を担当する機関。鎌倉時代小槻国宗が主殿頭に任じられて以降世襲化、主殿寮の領地は私領化していった。
- 主計寮・主税寮

民部省所属で財政を司る。頭には外記・大夫史・諸道博士が任じられ、小槻氏も度々務めた。
- 太政官厨家

太政官の厨房の管理を行う官司。本来、少納言局と弁官局が共同で管理することになっていたが、蔵人所の設置に伴い少納言局の職掌が形骸化し、弁官局ひいては小槻氏が管理するようになった。官厨家は各地に荘園を持ち、運営における食料・費用に充てており、中には小槻氏が開発領主のものもある。これらの荘園もまた小槻氏が掌握・知行し、事実上の所領と化していった。
- 修理東大寺大仏司

治承・寿永の乱によって東大寺は荒廃し、大仏の復興にあたる職として修理東大寺大仏長官に小槻隆職が任じられる。その後も名目的に修理大仏長官または造東大寺次官に小槻氏が任じられた。
- 採銅所

朝廷に献上するための銅・鉛を採掘・精錬するために置かれた機関。摂津国能勢郡多田銅山が主要産地で、小槻氏が管理し官務家の渡領として受け継がれた。

### 所領
小槻氏の私領のほか、官司請負制により太政官関係領・主殿寮領を所領とした。
- 小槻氏領：近江国雄琴荘・苗鹿荘
- 太政官厨家領：若狭国国富荘、等
- 主殿寮領：安芸国入江保、等

江戸幕府公家統制以後の家禄：山城国下嵯峨（100石）

### 文書
- 『類聚符宣抄』 - 『左丞抄』とも。平安時代

天平9年（737年）から寛治7年（1093年）までの間の太政官符･宣旨･解状を、部目別に分類して編集した法令集。小槻氏が編集したと従来考えられてきたが、源経頼によるものとする説もある。
- 『続神皇正統記』 - 室町時代

壬生晴富著。南朝の正統性を主張した神皇正統記に対して、北朝の正統を主張した歴史書。
- 『続左丞抄』 - 江戸時代

小槻氏のち壬生家に伝来していた太政官符や宣旨を編纂した文書。元禄年間に壬生季連が天暦2年（948年）から元禄7年（1694年）までに出された太政官関連の古文書を書写したもので、当初『新写古文書』と呼ばれた。のち明治時代に上記『左丞抄（類聚符宣抄）』の続編という意味で名が与えられ定着した。
- 『壬生家文書』

維新後宮内省（現・宮内庁）に献上された官文庫所蔵文書。『図書寮叢刊壬生家文書』として刊行。
- 『壬生家譜』

明治維新後、当主壬生輔世が政府に提出した壬生家系譜。
日記
- 『左大史小槻季継記』 - 近年の研究で、実際の記者は小槻季継ではなく息子の秀氏であると判明している。
- 『匡遠記』 - 小槻匡遠記、建武2年(1335年)～観応3年(1352年)。南北朝時代の争乱・南北両朝の役所関係記事を記す。現存の自筆による原本3巻は後に断簡をまとめて作られた。後光厳院践祚の記事分を記した『後光厳院践祚記』という写本がある。
- 『晴富宿禰記』 - 壬生晴富記、文安3年（1446年）～明応6年(1497年)。官務職（文書作成・記録保存・先例紹介）・守護大名の情勢・京都市中の動向を中心に記す。欠失があるため現存は13年分である。自筆原本が残る。
- 『長興宿禰記』 - 大宮長興記、1475年～1487年
- 『雅久宿禰記』 - 壬生雅久記、1475年～1490年
- 『時元宿禰記』 - 大宮時元記、1501年～1504年
- 『干恒宿禰記』 - 壬生干恒記
- 『孝亮宿禰記』 - 壬生孝亮記
- 『忠利宿禰記』 - 壬生忠利記
- 『季連宿禰記』 - 壬生季連記

### 寺社
滋賀県
- 小槻神社 （草津市青地町）

祭神：於知別命（落別王）、天児屋根命
- 小槻大社 （栗東市下戸山）

祭神：落別命（落別王）、大己貴命
- 那波加神社 （大津市苗鹿）

祭神：天太玉命、於知別命（落別王）
- 雄琴神社 （大津市雄琴）

祭神：今雄宿禰（阿保今雄）、崇道尽敬天皇（舎人親王）、大己貴命
- 法光寺 （大津市苗鹿）

阿保今雄の墓が残る。
栃木県
- 雄琴神社 （壬生町通町）

祭神：天照大御神、天武天皇、舎人親王、小槻今雄公（阿保今雄）